# Raión de Sámbir
Raión de Sámbir (en ucraniano: Самбірський район) es un raión o distrito de Ucrania en la óblast de Leópolis. Se ubica en el suroeste de la óblast y es fronterizo al oeste con Polonia. La capital es la ciudad de Sámbir.
Comprende una superficie de 3247,1 km². Los límites del raión fueron definidos en 2020 mediante la fusión del hasta entonces raión de Sámbir con los hasta entonces vecinos raiones de Starí Sámbir y Turka. En esta fusión se unió también la propia ciudad de Sámbir, que hasta entonces no formaba parte del raión del que era sede administrativa, al estar constituida como ciudad de importancia regional.

## Demografía
Según una estimación de 2010, el raión de Sámbir contaba con una población total de 74 598 habitantes en sus límites antiguos.

## Subdivisiones
Desde la reforma territorial de 2020 comprende once municipios: las ciudades de Sámbir (la capital), Rudky, Dobrómyl, Novi Kalýniv, Starí Sámbir, Turka y Jýriv, el asentamiento de tipo urbano de Bórynia y los municipios rurales de Bískovychi, Rálivka y Strilky.

## Otros datos
El código KOATUU fue 4624200000. El código postal 81420 y el prefijo telefónico +380 3236.